# Varanus caerulivirens
Varanus caerulivirens är en ödleart som beskrevs av Ziegler, Böhme och Philipp 1999. Varanus caerulivirens ingår i släktet Varanus och familjen Varanidae. Inga underarter finns listade i Catalogue of Life.
Arten förekommer på olika indonesiska öar väster om Nya Guinea (bland annat Halmahera). Honor lägger ägg.
På huvudet, på ovansidan och på extremiteternas utsida finns inslag av blå eller turkos vad som skiljer arten från nära besläktade varaner. Grundfärgen på dessa kroppsdelar är gråbrun till svart. Den rosa tungan är endast vid spetsen lite mörkare. Varanus caerulivirens har en gulaktig, beige eller lite blåaktig undersida. Vid svansens bakre del förekommer mörka tvärstrimmor på ovansidan som är gråblåa till svarta. Liknande strimmor finns på undersidan men de är inte lika tydliga. Den stora strupen har alltid en gulaktig färg, ibland med mörkare strimmor.
Hannar blir med svans upp till 104 cm långa och endast huvud och bål är maximal 40 cm långa. Honor blir utan svans upp till 37,5 cm långa och med svans är maximallängden 98,5 cm.
Ett exemplar i fångenskap hade bra förmåga att klättra i växtligheten och den besökte vattenställen. Enligt undersökningar av individernas maginnehåll har arten skorpioner, kräftdjur, gräshoppor och grodor som föda.